# كرونينبورغ
كرونينبورغ (بالفرنسية: Kronenbourg)‏ وهي شركة فرنسية لصناعة الجعة أسسها جيرونيموس هات في سنة 1664 في مدينة ستراسبورغ في أيام حكم الإمبراطورية الرومانية المقدسة وتعتبر هذه الشركة من أقدم شركات صنع الجعة في العالم.